# Estación de Campamento
Campamento es una estación de la línea 5 del Metro de Madrid situada en la avenida del Padre Piquer, en el madrileño barrio de Aluche, perteneciente al distrito de Latina.

## Historia
La estación se inauguró el 4 de febrero de 1961 como parte del F.C. Suburbano de Carabanchel a Chamartín de la Rosa, que el 17 de diciembre de 1981 se transformó en línea 10 de Metro de Madrid. Así fue hasta el 22 de octubre de 2002 que pasó a ser de la línea 5 junto con Aluche y Empalme.
El trazado ferroviario que atraviesa esta estación es uno de los más antiguos de Madrid, puesto que se trataba de las vías que conectaban el centro de Madrid con los cuarteles militares de la zona (el Servicio Geográfico del Ejército, agr. intendencia y carros, Brigada Mecanizada de Infantería XI, Regimiento de Artillería Antiaérea n.º 71, esc. de caballería, Rgto. Mixto de Ingenieros n.º 1, Regimiento de Infantería Wad-Ras n.º 55 y el cuartel de servicios regionales, entre otros). Se constituyó posteriormente sobre este trazado el Ferrocarril Suburbano de Carabanchel a Chamartín de la Rosa.
El 28 de junio de 2010 se inauguró el túnel del tramo entre Empalme y Campamento.
Las vías en dirección a Alameda de Osuna estaban a la intemperie, por lo que, años atrás, cuando las vallas todavía no estaban colocadas, algunos usuarios bajaban a las vías y se colaban en el andén por el final de la estación sin pagar.

## Accesos
Vestíbulo Campamento
- Padre Piquer, impares Avda. Padre Piquer, 7
- Padre Piquer, pares Avda. Padre Piquer, 8A

## Líneas y conexiones

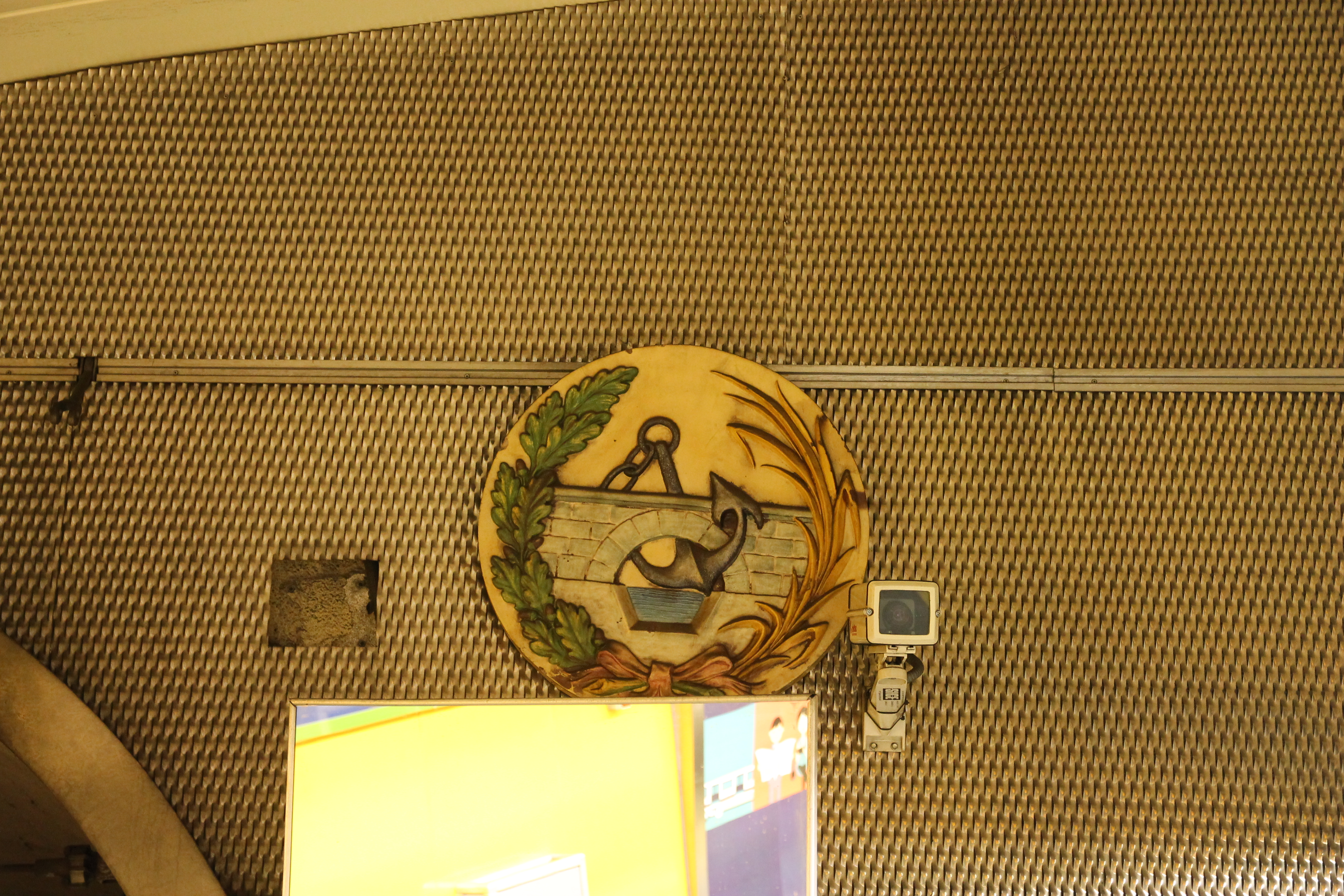
Escudo de la ETSI Caminos, Canales y Puertos de UPM situado en la estación

### Metro
| << cabecera      | < estación | línea | estación >    | cabecera >>   |
| ---------------- | ---------- | ----- | ------------- | ------------- |
| Alameda de Osuna | Empalme    |       | Casa de Campo | Casa de Campo |

### Autobuses
| Diurnos   |                               |                                                       |
| Línea     | Destino                       | Parada                                                |
| 39        | Colonia San Ignacio de Loyola | 892 CAMPAMENTO (Pº de Extremadura, 324)               |
| 39        | Plaza de España               | 893 CAMPAMENTO (Pº de Extremadura-Av. Padre Piquer)   |
| 121       | Hospital 12 de Octubre        | 3190 CAMPAMENTO (Cabecera C/ Seseña, 80)              |
| 36        | Atocha                        | 3718 CAMPAMENTO (Cabecera Av. Padre Piquer-C/ Seseña) |
| H         | Campus de Somosaguas          | 4303 CAMPAMENTO (Av. Padre Piquer, 10)                |
| 131       | Villaverde Alto               | 5301 CAMPAMENTO (Cabecera C/ Seseña, 78)              |
| Nocturnos |                               |                                                       |
| Línea     | Destino                       | Parada                                                |
| N19       | Colonia San Ignacio de Loyola | 892 CAMPAMENTO (Pº de Extremadura, 324)               |
| N19       | Plaza de Cibeles              | 893 CAMPAMENTO (Pº de Extremadura-Av. Padre Piquer)   |

| Diurnos   |                                         | |                           |
| Línea     | Destino                                 | Parada | Operador                  |
| 560       | Pozuelo de Alarcón                      | 4303 Av. Padre Piquer-Campamento (N.º 12)                                                                                  | Avanza Movilidad Integral |
| 562       | Pozuelo de Alarcón                      | 4303 Av. Padre Piquer-Campamento (N.º 12)                                                                                  | Avanza Movilidad Integral |
| 564       | Pozuelo de Alarcón (por Somosaguas Sur) | 4303 Av. Padre Piquer-Campamento (N.º 12)                                                                                  | Avanza Movilidad Integral |
| Nocturnos |                                         | |                           |
| Línea     | Destino                                 | Parada | Operador                  |
| N501      | Alcorcón - Móstoles                     | 892 Pº Extremadura-Campamento (Paseo de Extremadura, A-5 km. 6,0 sentido creciente)                                        | Arriva Madrid             |
| N502      | Alcorcón (Estación FFCC)                | 892 Pº Extremadura-Campamento (Paseo de Extremadura, A-5 km. 6,0 sentido creciente)                                        | Arriva Madrid             |
| N503      | Móstoles (Villafontana)                 | 892 Pº Extremadura-Campamento (Paseo de Extremadura, A-5 km. 6,0 sentido creciente)                                        | Arriva Madrid             |
| N504      | Villaviciosa de Odón                    | 892 Pº Extremadura-Campamento (Paseo de Extremadura, A-5 km. 6,0 sentido creciente)                                        | Arriva Madrid             |
| N505      | Navalcarnero                            | 892 Pº Extremadura-Campamento (Paseo de Extremadura, A-5 km. 6,0 sentido creciente)                                        | Arriva Madrid             |
| N808      | Arroyomolinos                           | 892 Pº Extremadura-Campamento (Paseo de Extremadura, A-5 km. 6,0 sentido creciente)                                        | Empresa Martín            |
| N905      | Boadilla del Monte                      | 892 Pº Extremadura-Campamento (Paseo de Extremadura, A-5 km. 6,0 sentido creciente)                                        | Empresa Boadilla          |
| N501      | Madrid (Príncipe Pío)                   | 893 Pº Extremadura-Campamento (Paseo de Extremadura, A-5 km. 6,0 sentido decreciente) (enlace avenida del Padre Piquer, 3) | Arriva Madrid             |
| N502      | Madrid (Príncipe Pío)                   | 893 Pº Extremadura-Campamento (Paseo de Extremadura, A-5 km. 6,0 sentido decreciente) (enlace avenida del Padre Piquer, 3) | Arriva Madrid             |
| N503      | Madrid (Príncipe Pío)                   | 893 Pº Extremadura-Campamento (Paseo de Extremadura, A-5 km. 6,0 sentido decreciente) (enlace avenida del Padre Piquer, 3) | Arriva Madrid             |
| N504      | Madrid (Príncipe Pío)                   | 893 Pº Extremadura-Campamento (Paseo de Extremadura, A-5 km. 6,0 sentido decreciente) (enlace avenida del Padre Piquer, 3) | Arriva Madrid             |
| N505      | Madrid (Príncipe Pío)                   | 893 Pº Extremadura-Campamento (Paseo de Extremadura, A-5 km. 6,0 sentido decreciente) (enlace avenida del Padre Piquer, 3) | Arriva Madrid             |
| N808      | Madrid (Príncipe Pío)                   | 893 Pº Extremadura-Campamento (Paseo de Extremadura, A-5 km. 6,0 sentido decreciente) (enlace avenida del Padre Piquer, 3) | Empresa Martín            |
| N905      | Madrid (Moncloa)                        | 2326 Av. Padre Piquer-Campamento (avenida del Padre Piquer, 5)                                                             | Empresa Boadilla          |